# Франческа Реттондіні
Франче́ска Реттонді́ні (італ. Francesca Rettondini) італійська актриса та супермодель , народилася 7 березня 1968 року в місті Верона, Італія.
Світову популярність Франческа отримала після участі у зйомках фільму жахів, американського режисера Стіва Бека (англ. Steve Beck), «Корабель-привид» (англ. "Ghost-Ship")(2002), у якому вона зіграла роль привабливої італійської співачки Франчески, на океанському лайнері «Антоніа Граза» (англ. Antonia Graza).

## Особисте життя
Жила з нині покійним Альберто Кастанья, померлим у березні 2005 року.

## Фільмографія
| Назва                         | Оригінальна назва              | Рік       |
| ----------------------------- | ------------------------------ | --------- |
| Діти ночі                     | Ragazzi della notte            | 1995      |
| Серце та гроші                | Cuori e denari                 | 1995      |
| Жінка на бігу                 | Una donna in fuga              | 1996      |
| Холодна,холдна зима           | Un inverno freddo freddo       | 1996      |
| Ніфи                          | The Nymph                      | 1996      |
| Злодії народжуються           | Ladre si nasce                 | 1997      |
| Вечеря                        | The Dinner                     | 1998      |
| Жінка друг 2                  | Una donna per amico 2          | 1999      |
| Хроніка шантажу               | Cronaca di un ricatto          | 1999      |
| Ми любимо тебе і будем любити | T'amo e t'amero                | 1999      |
| Графиня Мелісса               | Il Conte di Melissa            | 2000      |
| Ви сильний маестро            | Sei Forte, Maestro             | 2000      |
| Ви сильний маестро 2          | Sei forte maestro 2            | 2001      |
| Ангел-хранитель               | Angelo il custode              | 2001      |
| Валерія Коронер               | Valeria medico legale          | 2000–2002 |
| Корабель-привид               | Ghost Ship                     | 2002      |
| Роза хроніка                  | Cronaca Rosa                   | 2003      |
| Еліза                         | Elisa di Rivombrosa            | 2003      |
| Чари 6                        | Incantesimo 6                  | 2003      |
| Позитивне життя               | A Positive Life                | 2004      |
| Моль                          | La talpa                       | 2004      |
| Інтрига на Кубі               | Intrigo a Cuba                 | 2004      |
| Кронос-демон часу             | DeKronos - Il demone del tempo | 2005      |
| Я Цезар                       | I Cesaroni                     | 2009      |
| Нічого,крім нас               | Nient'altro che noi            | 2009      |
| Лінія кордону                 | Border Line                    | 2010      |
| Апокаліпсис мавп              | L'Apocalisse delle scimmie     | 2012      |
| Пісочний годинник             | La clessidra                   | 2012      |
| Солоні поцілунки              | Baci Salati                    | 2012      |